# Мигдаль (местный совет)
Мигдаль (ивр. מגדל‎) — местный совет в Северном округе Израиля. Его площадь составляет 11,395 дунамов.

## Население
По данным Центрального статистического бюро Израиля, население на начало 2020 года составляло 1 952 человека.
Ежегодный прирост населения — 6,7 %.